# Crises du logement en France

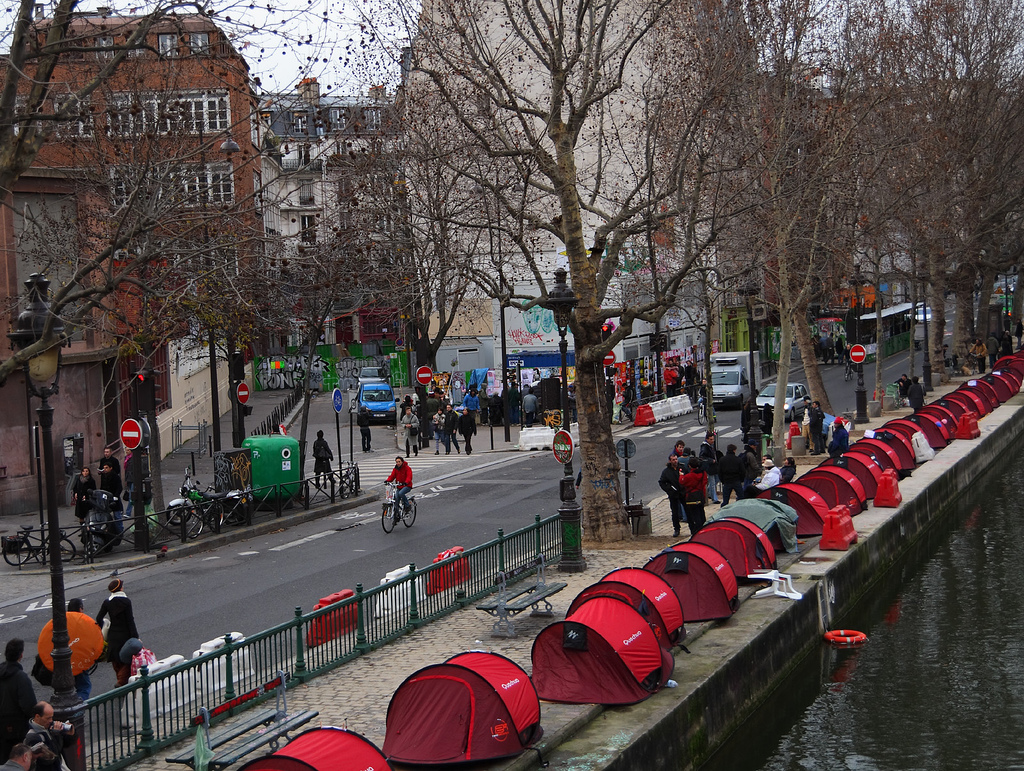
Tentes des Enfants de Don Quichotte au bord du canal Saint-Martin, Paris

Le marché immobilier d’un pays est en situation de « crise du logement » lorsqu’il y existe un manque de logement dû à une demande de logement beaucoup plus importante que l’offre, et que l’ajustement par les prix ne permet pas un rééquilibrage rapide, notamment en raison d'une rigidité de l’offre ou des prix.
Le marché immobilier français a connu plusieurs crises du logement au cours de son histoire.
Entre 2001 et 2012, le nombre de personnes sans domicile fixe a augmenté de 50 %. Leur nombre atteint 300 000 en 2020. En outre, quatre millions de personnes n'ont pas de logement ou sont mal-logées en France en 2019. Près de 15 millions de personnes sont atteintes par la crise du logement (risques pour la santé, risque d'expulsion, confort insuffisant ou environnement quotidien et vie de famille affectés).

## Historique

### Crise du logement durant l'Entre-deux-guerres en France
Un blocage des loyers stricts décidé en 1914 et jamais remis en cause après la première guerre mondiale va entraîner une paralysie quasi totale de l'investissement locatif privé : le blocage des loyers obérant toute rentabilité de ce type d'investissement, les propriétaires de logements existants cessent de les entretenir, faute de revenus suffisants. Pareillement, la perspective de rendements faibles réduit la construction de nouveaux logements. Ainsi, entre les deux guerres, la France a construit 2,5 fois moins de logements que la Grande-Bretagne et deux fois moins de logements que l'Allemagne, pourtant affligée par une crise monétaire grave (1923). Entre les logements manquants et les unités insalubres, la pénurie est estimée à 2 millions d'unités,.

### Crise du logement après la seconde guerre mondiale en France

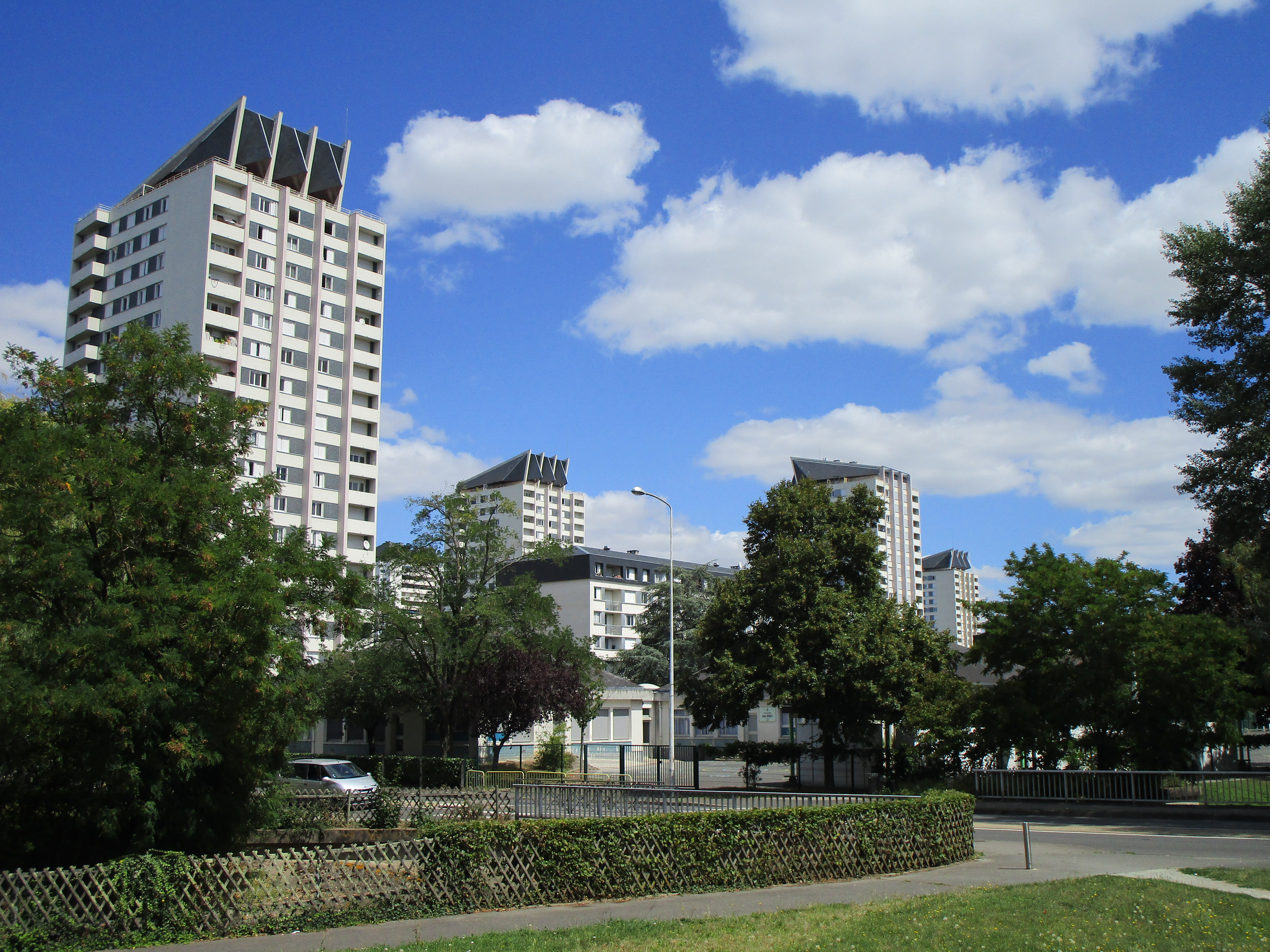
Logement sociaux du quartier des Fontaines de Tours.

Les destructions massives de la Seconde Guerre mondiale en France ont accentué considérablement la crise du logement dans l’immédiat après-guerre. Le quart du parc immobilier du pays a été endommagé et certaines localités comme Royan ou Le Havre ont été particulièrement touchées par les bombardements. Des familles doivent vivre dans des logements exigus ou provisoires. « Améliorer les conditions de l'habitat » est un des principaux objectif du 1er plan.
L’État revoit la législation (loi de 1948) et, tout en continuant à exercer un contrôle des loyers, relâche ce contrôle sur les constructions neuves ou rénovées, dans l'espoir de stimuler l'investissement. Par ailleurs il lance la construction de grands ensembles, tant pour répondre rapidement à la demande, que pour stimuler l'apparition d'une véritable industrie du bâtiment capable de mettre en œuvre les nouvelles techniques maintenant disponibles (alors que le secteur était resté très artisanal)[réf. nécessaire].
Les années 1950 et 1960 ont été enfin marquées par l’apparition de bidonvilles, qui accueillent des immigrés de fraîche date. L'État met alors plusieurs structures sur place, dont le Fonds d'Action sociale pour les travailleurs musulmans d'Algérie en métropole et pour leur famille qui finance les foyers de travailleurs migrants de la SONACOTRA. Ces bidonvilles disparaissent dans les années 1970.
L'essentiel du parc social HLM est constitué entre 1953 et 1972. Après le tournant de la rigueur, le désinvestissement public dans les aides à la pierre provoque une chute du nombre de mise en chantier.

### Une crise contemporaine
Certains acteurs[précision nécessaire] repris par les médias ont dénoncé la réémergence d’une crise du logement en France, en particulier l'Abbé Pierre, déjà à l'origine d'un appel public lors de l'Hiver 1954. Selon la Fondation Abbé-Pierre, 3 millions de personnes sont alors en France très mal logées. Un million n'avait pas de domicile personnel, 100 000 n'ayant même aucun toit, 150 000 vivant en centres d'hébergement d'urgence, 200 000 dans des abris de fortune (cabane, camping…), 500 000 environ en chambre d'hôtel, chez des tiers ou étant en instance d'expulsion. Un million n'auraient pas accès au confort de base et autant vivraient dans un logement trop étroit.
Juste avant la crise de 2008, la part des ménages français se déclarant (selon les enquêtes de l'Insee) mal logés est passé de 13,4 % en 1978 à 6,0 % en 1996, puis est remontée à 7,2 % en 2002 avant de redescendre à 6,5 % en 2006.
La crise de 2008 ou d'autres facteurs ont été source dans certaines villes d'une diminution de la demande de logement (des agences font faillites) et dans d'autres (grandes villes en général) d'une aggravation des tensions sur l'immobilier.
Selon le rapport 2012 de la Fondation Abbé-Pierre pour le logement des défavorisés, près de 3 700 000 personnes sont « mal logées », plus de 5 millions de personnes sont fragilisées par la crise du logement et 10 millions de personnes sont aujourd’hui touchées, de près ou de loin par la crise du logement[réf. nécessaire].
En 2013, le législateur reconnaît l’existence d’une « crise du logement » ; En 10 ans (2000-2010), le marché immobilier urbain s'est « tendu » avec une forte inflation des prix et une insuffisance de l’offre de logements, provoquant une augmentation de 110 % en 10 ans du logement ancien (moyenne nationale) qui a atteint 120 % en région Rhône-Alpes, 135 % en Île-de-France et 140 % en région PACA. Dans le même temps, le prix du logement neuf a également augmenté[précision nécessaire] (+86 % pour les maisons et +94 % pour les appartements). Le loyer moyen d'habitation a de 1984 à 2010 grimpé à un rythme annuel moyen de 3,4 % (« au même rythme que le revenu disponible mais plus rapidement que le revenu moyen des locataires et deux fois plus vite que les prix à la consommation ». « Si l’on isole les seuls flux de biens remis en location, les loyers des relocations ont augmenté de 50 % en dix ans à Paris et de 43 % en petite couronne. Cette inflation concerne également les prix de la construction qui se sont accrus en France de 51 % entre 2000 et 2011, soit un niveau très supérieur à la moyenne européenne ».
Durant ces 10 ans, « le taux d’effort des ménages en faveur du logement s’est accru d’au moins deux points. Les dépenses de logement pèsent plus lourd dans le budget des ménages : ainsi, elles représentent en moyenne 21 % du revenu disponible, avant prise en compte des aides personnelles au logement, et un pourcentage significativement supérieur pour les revenus les plus faibles (...) Le poids d’1 m² de logement dans le budget des foyers modestes (foyer du 1er quartile de niveau de vie) s’est accru de 40 % depuis 1985 ».
Cette crise n'est pas comparable avec celle des périodes d'après-guerre, notamment car une partie des logements existants sont vacants. Les régions et centres touchés sont également différents et le parc immobilier français contemporain est caractérisé par d'importants coûts de mobilité.
Selon le ministère chargé du logement, les besoins de construction étaient en 2013 de 400 000 à 500 000 logements par an durant 10 ans, notamment à la suite de la diminution continue de la taille moyenne des ménages, et en raison d'une croissance démographique qui contrairement aux prévisions de nombreux démographes est de 2,1 % (2012), la plus forte d’Europe. En France, il se crée chaque année 350 000 ménages qui doivent se loger dans un contexte de mobilité accrue, de décohabitation accrue, etc.. 2008 a été historique en termes de construction (460 000 logements mis en chantier) mais la crise de 2008 a cassé cette dynamique dès 2009 (330 000 logements). Une reprise est annoncée en 2010 (360 000 logements), confirmée en 2011 avec plus de 400 000 logements. Avec le soutien de grandes Régions, une dynamique en faveur de la réhabilitation du logement ancien s'est aussi développée, mais l'offre persiste à être inférieure à la demande ou mal répartie.
En 2016, quatre millions de personnes en France sont mal logées selon la Fondation Abbé-Pierre, et douze millions sont fragilisées par des difficultés liées à l'habitat (précarité énergétique, locataires en impayés de loyer, etc.). La part de revenus consacré par les ménages à leur logement, inférieur à 10 % dans les années 1960, dépasse 18 % en 2013 selon l'Insee (cette proportion est proche des 30 % pour les locataires). Beaucoup de personnes issues de foyers modestes souffrent aussi de précarité énergétique. En 2019, près de 3,6 millions de personnes ont froid dans leur logement, pour des raisons liées à la précarité. Les Français sont 44 % de plus qu'en 2006 à se priver de chauffage à cause de son coût.
En 2018, plus de 36 000 personnes ont été expulsées de leur logement par des forces policières, soit une hausse de près de 3 % par rapport à l'année précédente. Pourtant, trois millions de logements sont inoccupés en 2019. La même année, 612 personnes sans-abris sont mortes, selon une liste non exhaustive du collectif Les Morts de la rue, ce qui représente une hausse de 15 % sur un an. Selon d'autres estimations publiés par le Bulletin épidémiologique hebdomadaire de l'Institut de veille sanitaire, les chiffres seraient six fois supérieurs. Sur la période 2012-2016, le nombre de décès serait de 13 371, soit plus de 3 000 par an.
L'ONU considère en 2019 la France « coupable de violations du droit au logement ». Pour la rapporteure spéciale de l’ONU sur le droit au logement, « La France est bien placée pour parvenir à remplir ses obligations en matière de droits de l’homme. C’est un pays riche, le sans-abrisme et le nombre de morts sans-abris ne sont pas acceptables, vu les ressources disponibles ».

#### Déterminants

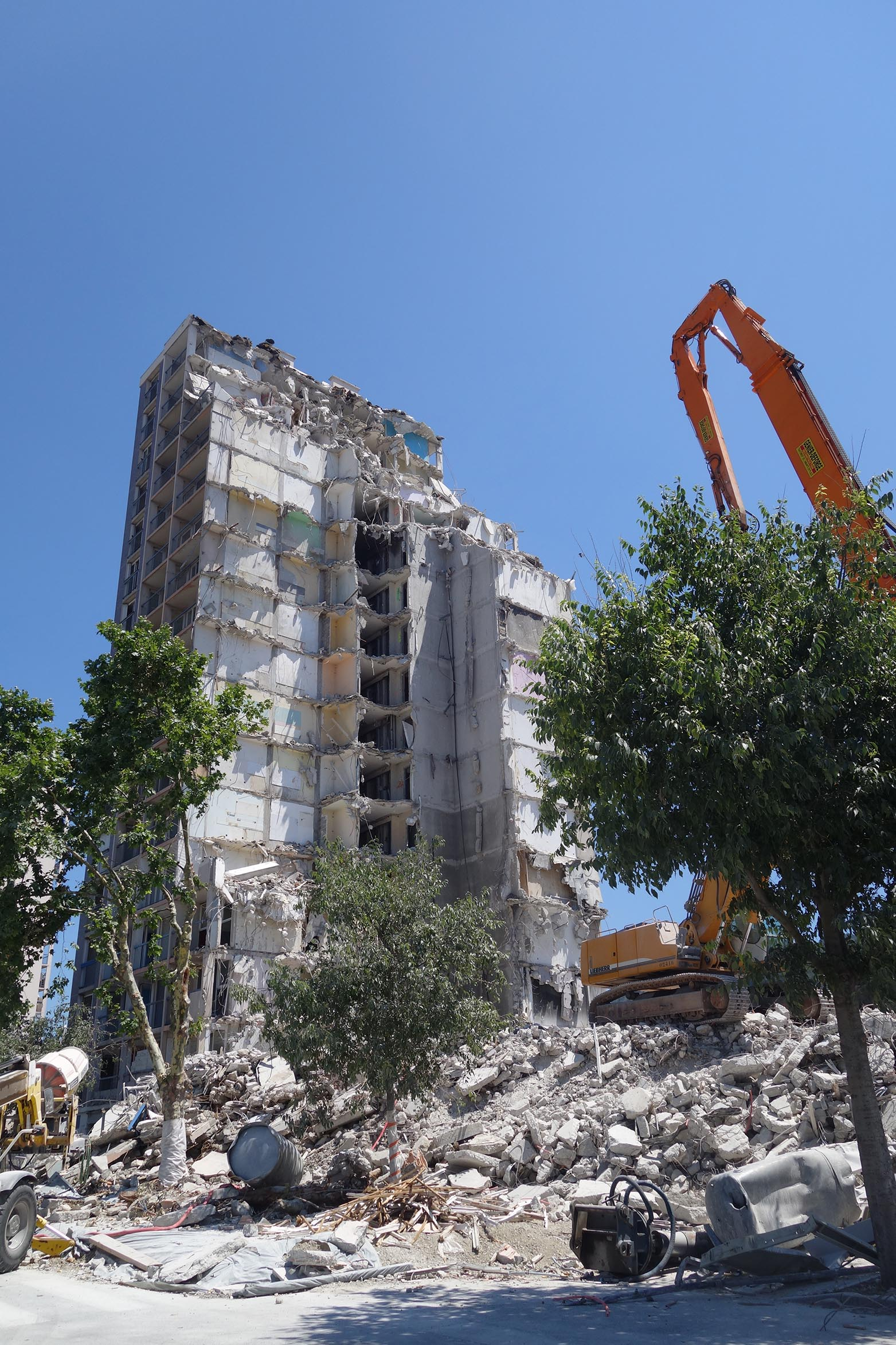
Démolition de logements sociaux à L'Ariane de Nice.

Parmi les déterminants de la crise actuelle, on distingue souvent des causes d'ordre sociologiques, démographiques et pesant sur la demande, et des causes directes, d'ordre économiques pesant sur l'offre.
Alors que les inégalités de patrimoine augmentent en France, quelque 68 % des logements possédés par des particuliers appartiennent à 24 % des propriétaires en 2017. Les ménages propriétaires d'au moins trois logements (11 % des ménages) possèdent près de la moitié du parc (46 %).
Selon l’Insee, la France compte en 2019 plus de trois millions de logements vacants, soit un million de logements vides de plus par rapport à 2008.

##### Déterminants démographiques et sociologiques
- Déterminants démographiques : Les évolutions de la population française (urbanisation croissante, mobilité plus importante des ménages[16], espérance de vie croissante) explique une part de la hausse de demande de logements, particulièrement sensible en ville.
- Déterminants sociologiques : La baisse continue de la taille des ménages au XXe siècle induit une hausse de la demande de logement. Entre 1975 et 2005, le nombre moyen de personnes par ménages est ainsi passé de 2,88 à 2,31[17]. La hausse du célibat (20 % des Français adultes seraient célibataires selon le sondage Insee de 1999[18]), particulièrement significative dans les grandes villes et à Paris, et la multiplication des divorces (qui entraînent la demande de deux logements avec des chambres, pour accueillir alternativement les enfants, au lieu d'un seul auparavant) renforce la demande de logement dans ces zones.

##### Déterminants règlementaires, politiques, et économiques
- Le foncier constructible : selon un rapport du Sénat, il n'y aurait « pas de pénurie de foncier brut » (c’est-à-dire de terrains qui pourraient accueillir des logements), à l'inverse d'autres pays européens, mais une « pénurie de l'offre de terrains mis sur le marché au regard de la demande de logements » (c’est-à-dire des terrains où la construction de logement a été autorisée par les maires)[19]. En outre, les terrains constructibles ne sont pas là où la demande est la plus élevée : de 1995 et 2006, la construction immobilière s'est délocalisée dans des communes rurales au foncier moins cher[20], loin des centres-villes et des bassins d'emplois, ce qui ne contribue pas à réduire la crise. Enfin, selon le mensuel Alternatives économiques, une des causes de la faiblesse de l'offre s'explique parfois par la réticence des maires à accueillir de nouveaux habitants : « modification des équilibres sociaux et donc politiques de la ville, charges supplémentaires en termes d'équipements publics, motif de mécontentement pour les habitants en place », risques financiers et environnementaux, etc.[20].
- Fiscalité : L'importance des taxes sur l'achat/vente de biens immobiliers varie selon les zones. Selon l'OCDE, la France a des droits de mutation parmi les plus élevés en Europe (après la Belgique)[21],[22]. Les collectivités locales, qui touchent ces droits qui sont des pourcentages du prix de vente, ont en outre intérêt à ce que les prix restent élevés[20]. L'OCDE préconise la baisse de ces droits de mutation pour augmenter la fluidité du marché.
- Le coût du crédit immobilier. Il a massivement baissé pour en novembre 2010 atteindre son taux le plus bas depuis 1945[23]. Cette baisse a pu nourrir la hausse des prix (la baisse du coût de la dette étant compensée par une hausse des prix de vente).
- instabilité du cadre des investissements : Philippe Manière note dans son livre L'Aveuglement français (1998) que le taux de déduction forfaitaire pour frais sur les loyers encaissés est passé de 25 à 20 % en 1981, puis à 15 % en 1988, 10 % en 1989, 8 % en 1990, 10 % en 1993, 13 % en 1995 et 14 % en 1997. Selon lui, cette instabilité rend tout calcul prévisionnel de la viabilité d'un investissement impossible, et décourage les investisseurs de construire de nouveaux logements ou de rénover les logements anciens[24]. De même, l'économiste Étienne Wasmer dénonce une surréglementation de l'immobilier, qui multiplie les effets pervers. Il préconise de simplifier radicalement les textes pour en revenir à des relations contractuelles standard. Pour l'économiste Vincent Bénard[25], la crise du logement en France provient de l'intervention étatique, tant pour la pénurie du foncier que dans la réglementation. Pour lui « en matière de logement, l'intervention de l'État n'est pas la solution : elle est le problème ».
- Émergence des plateformes de location entre particuliers : selon plusieurs élus et certains économistes, le développement des plateformes telles Abritel, Airbnb ou Homeaway entrainerait une pénurie de logements[26] dans les métropoles françaises. Ainsi, d'après Ian Brossat, adjoint à la maire de Paris, chargé du logement, ces nouvelles locations meublées touristiques réduisent l'« offre de logement dans la capitale »[27]. En effet, les propriétaires favorisent les locations de court terme via les plateformes comme Airbnb car celles-ci sont plus rentables[28] que les locations de long terme, ce qui créé une raréfaction des logements disponibles à la location longue durée[29].

#### Les effets du logement social
Ses effets sur le marché immobilier sont discutés ; insuffisants pour les uns ou faussant les relations entre l'offre et la demande et renforce la crise du logement pour d'autres
En 2006, 4 millions de ménages ont cherché un logement. 800 000 ont accédé à la propriété (en s'endettant ou non). Les autres ont fait appel au parc locatif. Sur ces 3,2 millions de postulants à la location, 430 000 ont obtenu un logement social.
L'offre de logements sociaux a diminué de 1999 à 2005, passant en 6 ans de 500 000 à 430 000 logements, pour au moins deux raisons :
1. un faible taux de construction ; une commune sur cinq n'atteint pas le quota obligatoire de 20 % de logements sociaux (SRU de 2000[20]). Selon la Fondation Abbé-Pierre, depuis 2002, l'aide à la pierre par l’État s'est réduite. Le renouvellement du parc social s'est en outre concentré sur le logement intermédiaire (Produit à loyers intermédiaires et le PLS), tandis que la construction de logements sociaux (PLUS et PLAI) est en baisse (9 % du renouvellement de parc en 2007)[réf. nécessaire].
2. une moindre rotation des locataires (expliquée par un allongement de l'âge de vie et l'écart croissant entre loyers dans le parc HLM et dans le secteur locatif privé ; surtout en région parisienne[30].

Construire plus de logement social est une solution critiquée par l'économiste et militant libéral Jacques Garello qui parle d'une « double tromperie : d’une part le parc public n’est pas la solution, d’autre part le parc public n’est pas social ». Philippe Galy, élu UMP et ancien fonctionnaire dans le logement social, estime que la crise du logement a en partie pour origine la gestion des aides au logement et des HLM. Les allocations accordées aux locataires nourrissent la hausse des loyers, tandis que les HLM limitent la mobilité des habitants sans profiter à ceux qui en ont besoin. Ce constat est partagé par Jean-Baptiste Noé (historien et économiste) pour qui « les locations à loyer modéré renchérissent le coût global du logement et ne profitent pas aux populations les plus pauvres ». Selon l'universitaire Claire Lévy-Vroelant, les hausses de loyers sont essentiellement encouragées par un nombre insuffisant de HLM en comparaison de la demande. D'après l'Inspection générale des affaires sociales, les APL permettent de diminuer le taux d'effort des allocataires dans leur logement de 35,8 % à 19,5 %, ce qui fait des APL l'un des principaux instruments de lutte contre la pauvreté en France.

#### Difficultés nouvelles pour le logement des classes moyennes
De 1990 à 2006, les ménages de la classe moyenne voient leur poste de consommation « logement, eau, gaz et électricité » passer de 20 % à 25,2 % des dépenses de consommation du ménage ; premier poste de consommation loin devant les transports (14,7 % en 2006) et l'alimentation (13,7 % en 2006). Ceci s'explique notamment par l'envolée des prix de vente au mètre carré (doublement depuis 2001 à 2006) et dans une moindre mesure par l'augmentation des loyers.

#### Politiques proposées ou mises en œuvre contre la crise
Les mesures prises par l'État et de nombreuses collectivités ont principalement été :
- accorder un "droit au logement opposable" ;
- Accroître la protection des locataires en difficulté, soit, vu de l'autre côté, restreindre les droits des bailleurs ;
- subventionner directement, ou indirectement (par des exonérations fiscales), la construction et la rénovation ;
- Projet de garantie universelle des loyers (GUL) pour protéger les propriétaires contre les risques d'impayés, encourager la mise en location de logements vacants et faciliter l'entrée des locataires dans le logement
- clarification des règles pour les professionnels de l'immobilier, afin de limiter les pratiques abusives (qui ont aussi dégradé l’image de l’intermédiaire et a pesé sur le dynamisme de l'immobilier). La loi propose de réorganiser la profession autour d'une nouvelle déontologie et en améliorant la formation des syndics notamment (Loi ALUR, 2014).
- réformes imposant plus de transparence dans les marchés fonciers et le logement social[35] (Loi ALUR, 2014)
- reconnaissance et encouragement de l'habitat participatif, par création en 2014 de nouveaux statuts juridiques possibles : « société d'habitat participatif » ; « société coopérative d'habitants » et « société d'attribution et d'autopromotion » permettant - à certaines conditions - à un groupe de gens d'acheter du terrain et faire construire un ou plusieurs immeubles d'habitation cogérés, contenant des espaces et matériels mutualisés, et d'en faire l'autopromotion (Loi ALUR, 2014).
- reconnaissance possible par les documents d'urbanisme de plusieurs formes d’habitat léger, mobile et démontable (autres que caravanes et mobilhomes) [36] (Loi ALUR, 2014).
- voter un décret en avril 2017[37] afin de garantir l'accès au logement pour les populations dans les grandes villes touristiques (il permet aux communes de plus de 200 000 habitants de contraindre les loueurs utilisant les plateformes collaboratives de location entre particuliers, comme Abritel, Airbnb ou Homeaway, à s’enregistrer en mairie)[38].

Proposé par la Fédération nationale de l'immobilier (FNAIM), un fichier national des locataires mauvais payeurs devrait être opérationnel en 2021, à la suite de l'entrée en vigueur de la loi Nogal sur les relations propriétaire-locataire. Le fichier recensera les locataires en retard de trois mois dans le paiement de leur loyer.
Deux grandes tendances s'opposent dans la préconisation des politiques à apporter.
1) Agir sur l'offre (par des aides ou l'accroissement de mesures existantes voire par réquisition de friches industrielles ou de logements vacants), pour :
- accroître, de moderniser et de mieux répartir géographiquement le parc de logement social (HLM) ;
- orienter cet accroissement vers la partie la plus sociale (PLUS et PLAI) plutôt que vers le logement intermédiaire (produit à loyers intermédiaires et PLS) ;
- orienter le parc HLM existant vers les familles réellement modestes (rapprocher des prix de marché les loyers des détenteurs d'un HLM dont les revenus sont élevés, voire les expulser au-delà d'un plafond[40] ;

Ces propositions sont le plus portées par des acteurs politiques qui insistent plus généralement sur la nécessité de l'intervention publique.
2) libérer l'offre :
- supprimer les règlementations de zonage qui « limitent artificiellement la constructibilité du sol » et ainsi provoquent une « rareté artificielle » qui serait responsable d'un tiers de la valeur des biens immobiliers en 2005. « Tout terrain doit être présumé constructible ».
- supprimer ou réduire drastiquement les subventions et aides à la propriété, qui seraient facteurs de la hausse des prix (d'achat comme de location)
- simplifier la réglementation et diminuer la protection des locataires, qui se retourne contre eux puisque les propriétaires demandent plus de garantie : l'économiste Étienne Wasmer écrit dans Libération : « Faisons de la loi sur le logement un simple sous-chapitre du droit des contrats : on signe, on paie, si on ne paie pas, on s'en va. Divisons la longueur des textes de lois par deux. Simplifions leur exposition, plus besoin de lire trente décrets d'application pour comprendre comment faire appliquer ses droits. »[41]
- remplacer le système du logement social et le système complexe des aides au logement par un chèque logement, fonction du nombre de personnes du foyer et dégressif avec les revenus pour éviter les effets de seuil, utilisable pour l'achat ou la location[42] ;
- vendre les HLM à leurs locataires, ce qui rendrait actif un capital actuellement mort (du point de vue de la théorie de Hernando de Soto), et rendrait plus efficient le marché immobilier (actuellement fragmenté en sous-marchés) ;
- ouvrir l'immigration aux professionnels étrangers pour que les entreprises puissent répondre à la demande de construction.

##### Encadrement des loyers
Face à la hausse importante des loyers après l'an 2000, une première tentative d'encadrement des loyers du secteur privé est introduite par la loi ALUR en 2014, mais du fait de ses modalités d'application, les mesures prises à Paris et Lille sont annulées par la Justice. De nouvelles dispositions sont introduites par la loi ELAN votée en novembre 2018. Des villes comme Paris s'inscrivant dans la démarche, mais le dispositif reste dans l'attente de décrets d'application attendues pour l'été 2019.

## Par région

### Île-de-France
37 000 logements sont construits chaque année en Île-de-France. Un objectif de 70 000 logements construits par an est inscrit dans la loi du Grand Paris, mais elle n'est pas contraignante.
Le conseil économique, social et environnemental régional (CESER) d'Île-de-France préconise la construction de 100 000 logements en dix ans pour les ménages à revenus moyens. Ces 450 000 ménages (soit 9,3 % des Franciliens) sont trop riches pour accéder au logement "très social" mais pas assez pour se loger correctement dans le parc privé selon le CESER. 292 000 d'entre eux avec des revenus mensuels de 3 500 euros sont éligibles au logement social, mais en sont exclus faute de place.
À Paris, les catégories socioprofessionnelles les plus favorisées représentent, en 2018, 86 % des transactions de logements contre 69 % en 1998. Inversement, la part des employés et ouvriers achetant un logement n’a cessé de fondre en 20 ans. Leur proportion a été divisée par trois, passant de 15 % à 5 %.
Paris compte en 2019 un nombre de 346 000 logements vacants, soit 11,7 % des logements de la capitale. Des associations entreprennent des actions pour tenter d'obtenir des réquisitions afin de loger les sans-abris. En février 2019, 2 000 bénévoles et travailleurs sociaux ont recensé 3 641 sans-abri à Paris, soit 600 personnes de plus que l'année précédente. Les deux-tiers disent ne jamais appeler le 115, parce qu'ils ne connaissent pas l'existence de ce dispositif ou parce que les conditions d'accueil ou de sécurité ne leur conviennent pas. Le Samu social alerte également sur le manque de place en hébergement d'urgence ; chaque jour, 400 familles qui composent le 115 dans l'espoir de trouver un toit pour passer la nuit, restent sans réponse.

## Dans les arts et la culture populaire

### Filmographie

#### Cinéma
- 1956 : La Crise du logement de Jean Dewever
- 2003 : La Raison du plus fort de Patric Jean
- 2022 : Le Marchand de sable de Steve Achiepo

### Sources
- « Les facteurs fonciers et immobiliers de la crise du logement », rapport du Sénat, 2004